# Pléiade
A Pléiade egy 16. századi, Pierre de Ronsard és Joachim Du Bellay köré csoportosult, hét francia költőből álló humanista irodalmi irányzat neve.

## Története
A költői kör magát először Brigade-nak hívta, majd felvette a Pléiade nevet, melyet az azonos nevű alexandriai, ugyancsak hét költőből álló, 3. századi költői társulattól kölcsönzött (a Pléiade a Plejádok csillagkép francia neve). A francia kör 1556 óta viselte ezt a nevet.

## Programja
A Pléiade programját Joachim Du Bellay a Défense et Illustration de la langue française című művében fejtette ki, amely 1549-ben látott napvilágot. A vitairat a francia nyelv tökéletesebbé tételét, bővítését illetve ennek szükségességét vetette fel. A nyelv bővítését többek között más nyelvekből átvett szavakkal, latin és görög eredetű új szavak létrehozásával (neologizmus) vagy rég nem használt szavak felelevenítésével képzelte el megvalósítani.
A Pléiade költői felhagytak az addigi középkori költészet hagyományaival: költeményeiket franciául akarták írni, de rájöttek, hogy a francia nyelv erre nem alkalmas, mert a szókincse túl szegény. Ezért új szavakat alkottak latin és görög szavak alapján. Az ókori költők utánzását tűzték ki céljukként azért, hogy túlszárnyalhassák őket. Az antik műfajokat (óda), az (epigramma) stb. – mint elsődleges költői műfajokat – és az alexandrint, mint a tökéletes verssort követték. Az elégikus költészet négy fő témája a szerelem, a halál, az idő múlása és a természet.
A Pléiade munkásságával és eszméivel hozzájárult többek között a francia nyelv standardizálásához, annak fejlődéséhez és bővüléséhez.

## Tagjai
- Pierre de Ronsard (1524–1585): a reneszánsz „költők hercege”. II. Henrik, IX. Károly és III. Henrik udvari költője. Főbb művei: Les Odes, Les Amours, Discours des misères de ce temps
- Joachim du Bellay (1522–1560) főbb művei: Défense et Illustration de la langue française vitairat, verseskötetek: l'Olive, les Antiquités de Rome és les Regrets
- Jacques Peletier du Mans (1517–1582): költő, orvos és tudós, a francia helyesírás megreformálásáért munkáskodott.
- Remy Belleau (1528–1577): neves antik szerzők fordítója.
- Jean-Antoine de Antoine Baïf (1532–1589) a latin prozódiát próbálta alkalmazni a francia nyelvre is.
- Pontus de Tyard (1525–1605): lírai, filozofikus, vallásos művek szerzője.
- Étienne Jodelle (1532–1573): az első francia tragédia Cléopâtre captive (1553) szerzője.
- Jean Dorat (1508–1588): megrögzött humanista, tanítványainak görögül tanította a latint. A Pléiade-nak Jacques Peletier du Mans halála után lett a tagja.